# 华东师范大学亚欧商学院
亚欧商学院（英語：Asia Europe Business School，AEBS），是华东师范大学与里昂商学院共建的学院，隶属于华东师范大学经济与管理学部。2015年6月24日华东师范大学与里昂商学院、上海市闵行区人民政府、上海紫竹高新区(集团)有限公司正式签署共建协议，2016年9月亚欧商学院迎来首批学生，2017年4月8日正式入驻紫竹国际教育园区。